# Refroidissement Raman
En physique atomique, le refroidissement Raman est une méthode de refroidissement sub-recul utilisant uniquement des méthodes optiques, c'est-à-dire qu'elle permet de refroidir un nuage d'atomes à une température inférieure à la température limite atteignable par refroidissement Doppler, qui correspond à la quantité d'énergie qu'un atome gagne en émettant un photon (énergie de recul). Il en existe deux variantes, le refroidissement Raman libre (free space Raman cooling en anglais) et le refroidissement Raman par bandes latérales (sideband Raman cooling en anglais). Les deux techniques utilisent la diffusion Raman pour refroidir les atomes.

## Processus Raman à deux photons
On peut exciter la transition entre deux niveaux hyperfins d'un atome (séparés de quelques gigahertz par exemple) grâce à deux faisceaux laser (dont la fréquence est de l'ordre de {\displaystyle 10^{14}} hertz) dans le schéma expérimental suivant : le premier laser excite l'atome jusqu'à un état excité virtuel (par exemple si sa fréquence est désaccordée vers le rouge par rapport à un niveau excité réel). Le deuxième laser désexcite l'atome qui revient dans l'autre état hyperfin. La différence de fréquence des lasers correspond exactement à l'énergie de transition entre les deux niveaux hyperfins.
Sur l'illustration du processus Raman à deux photons, les deux lasers de fréquence {\displaystyle f_{1}} et {\displaystyle f_{2}} permettent à l'atome de passer de l'état {\displaystyle |g_{1}\rangle } à l'état {\displaystyle |g_{2}\rangle } en passant par le niveau virtuel représenté en pointillés. Celui-ci est désaccordé vers le rouge par rapport au réel niveau excité {\displaystyle |e\rangle }. La différence de fréquence {\displaystyle f_{2}-f_{1}} correspond à la différence d'énergie entre {\displaystyle |g_{1}\rangle } et {\displaystyle |g_{2}\rangle }.

## Refroidissement Raman libre
Dans ce type d'expériences, un nuage d'atomes refroidi à une température de quelques dizaines de microkelvins grâce à une mélasse optique subit une série d'illuminations par deux lasers. Ces lasers sont contrapropageants, et leurs fréquences sont ajustées comme dans l'exemple du paragraphe ci-dessus, à ceci près que le laser deux est maintenant légèrement désaccordé vers le rouge (désaccord {\displaystyle \Delta }). Cela a pour conséquence que seuls les atomes se dirigeant avec une vitesse suffisante vers la source du laser 2 pourront interagir avec les faisceaux grâce à l'effet Doppler. Ces atomes vont donc passer dans l'état {\displaystyle |g_{2}\rangle } et le module de leur vitesse va diminuer par conservation de la quantité de mouvement.
Si maintenant les positions des faisceaux 1 et 2 sont échangées, les atomes se dirigeant dans la direction opposée vont être excités dans l'état {\displaystyle |g_{2}\rangle } et vont voir le module de leur vitesse diminuer. En intervertissant plusieurs fois les directions des deux faisceaux et en faisant varier le désaccord {\displaystyle \Delta }, on arrive à une situation où tous les atomes dont la vitesse est suffisamment grande, {\displaystyle |v|>v_{min}}, sont dans l'état {\displaystyle |g_{2}\rangle }, et tous les atomes tels que {\displaystyle |v|<v_{min}} sont dans l'état {\displaystyle |g_{1}\rangle }. On allume alors un nouveau laser dont la fréquence correspond exactement à la transition {\displaystyle |g_{2}\rangle \rightarrow |e\rangle }. Par pompage optique les atomes reviennent dans l'état {\displaystyle |g_{1}\rangle }, et les vitesses des atomes pompés sont redistribuées de telle sorte qu'une partie des atomes dans l'état {\displaystyle |g_{2}\rangle } acquiert une vitesse {\displaystyle |v|<v_{min}}.
En réitérant cette séquence processus Raman/pompage optique plusieurs fois (huit dans l'article d'origine), le nuage d'atome peut être refroidi à des températures inférieures au microkelvin.

## Refroidissement Raman par bandes latérales
Ce schéma de refroidissement part d'un nuage d'atomes dans un piège magnéto-optique. Un réseau optique (potentiel périodique créé à l'aide d'une onde laser stationnaire) est ensuite ajouté, et une fraction importante des atomes y est piégée. Si la puissance des lasers formant le réseau est assez importante, chaque site peut être modélisé par un potentiel harmonique. Comme les atomes ne sont pas dans leur état fondamental, ils sont piégés dans un état excité de ce potentiel harmonique. Le but du refroidissement Raman par bandes latérales est de mettre les atomes dans l'état fondamental du piège harmonique que constitue chaque site du réseau.
Considérons un atome à deux niveaux dont le niveau fondamental a pour nombre quantique F=1 ; ainsi, il est dégénéré trois fois, ces trois états correspondant aux nombres quantiques m=-1, 0 et 1. Un champ magnétique est alors ajouté ce qui, grâce à l'effet Zeeman, lève la dégénérescence sur le nombre quantique m. La valeur du champ magnétique est réglée de telle sorte que la différence d'énergie due à l'effet Zeeman entre les niveaux m=-1 et m=0 et entre les niveaux m=0 et m=1 soit égale à la différence d'énergie entre deux niveaux du potentiel harmonique créé par le réseau.
Grâce à des transitions Raman à deux photons (représentées par des flèches rouges sur le schéma) et au réglage des niveaux d'énergie par effet Zeeman, un atome peut être transféré dans un état où son nombre magnétique a diminué de un et où son état vibrationnel a aussi diminué de un. Les atomes qui sont dans l'état vibrationnel le plus bas (mais pour lesquels {\displaystyle m\neq 1}) sont pompés dans l'état m=1 grâce aux faisceaux polarisés σ + (forte intensité) et π (faible intensité). Comme la température des atomes est assez faible par rapport à la fréquence des faisceaux pompe, il est très probable que l'atome ne change pas son état vibrationnel lors du processus de pompage optique. Ainsi il finit dans l'état de plus faible excitation vibrationnelle avec m=1, en ayant commencé dans un état vibrationnel excité et avec m=1 : il a été refroidi.
Cette technique permet d'obtenir une haute densité d'atomes à une température très basse en utilisant uniquement des techniques optiques. Les échantillons ne sont toutefois pas encore assez froids et denses pour permettre d'obtenir un condensat de Bose-Einstein, mais ce mécanisme peut être une première étape avant le refroidissement évaporatif. Par exemple, le premier condensat de Bose-Einstein de césium a été réalisé dans une expérience dont la première étape utilisait le refroidissement Raman par bandes latérales.